# Deldoul (Adrar)
Deldoul (în arabă دلدول) este o comună din provincia Adrar, Algeria.
Populația comunei este de 8.647 de locuitori (2008).